# Tony Settember
Tony Settember (Manila, 1926. július 10. – Reno, Nevada, 2014. május 4.) amerikai autóversenyző.

## Pályafutása
1962-ben 1964-ben összesen hét világbajnoki Formula–1-es versenyen vett részt. Ebből hat alkalommal kvalifikálta magát a futamra, és csak egyszer, az 1962-es Brit nagydíjon ért célba. Ebben az időszakban több, a világbajnokság keretein kívül rendezett Formula–1-es versenyen is indult.

## Eredményei

### Teljes Formula–1-es eredménylistája
(Táblázat értelmezése)

(Félkövér: pole-pozícióból indult; dőlt: leggyorsabb kört futott) 

| Év   | Csapat          | Modell       | Motor             | 1   | 2      | 3   | 4      | 5      | 6      | 7      | 8   | 9   | 10  | Helyezés | Pont |
| ---- | --------------- | ------------ | ----------------- | --- | ------ | --- | ------ | ------ | ------ | ------ | --- | --- | --- | -------- | ---- |
| 1962 | Emeryson Cars   | Emeryson Mk2 | Climax Straight-4 | NED | MON    | BEL | FRA    | GBR 11 | GER    | ITA Ki | USA | RSA |     | -        | 0    |
| 1963 | Scirocco-Powell | Scirocco 01  | BRM V8            | MON | BEL Ki | NED | FRA Ki | GBR Ki | GER Ki | ITA Nk | USA | MEX | RSA | -        | 0    |

### Le Mans-i 24 órás autóverseny
| Év   | Csapat            | Autó               | Csapattárs  | Helyezés |
| ---- | ----------------- | ------------------ | ----------- | -------- |
| 1962 | Scuderia Scirocco | Chevrolet Corvette | John Turner | Kiesett  |